# SAVA J4

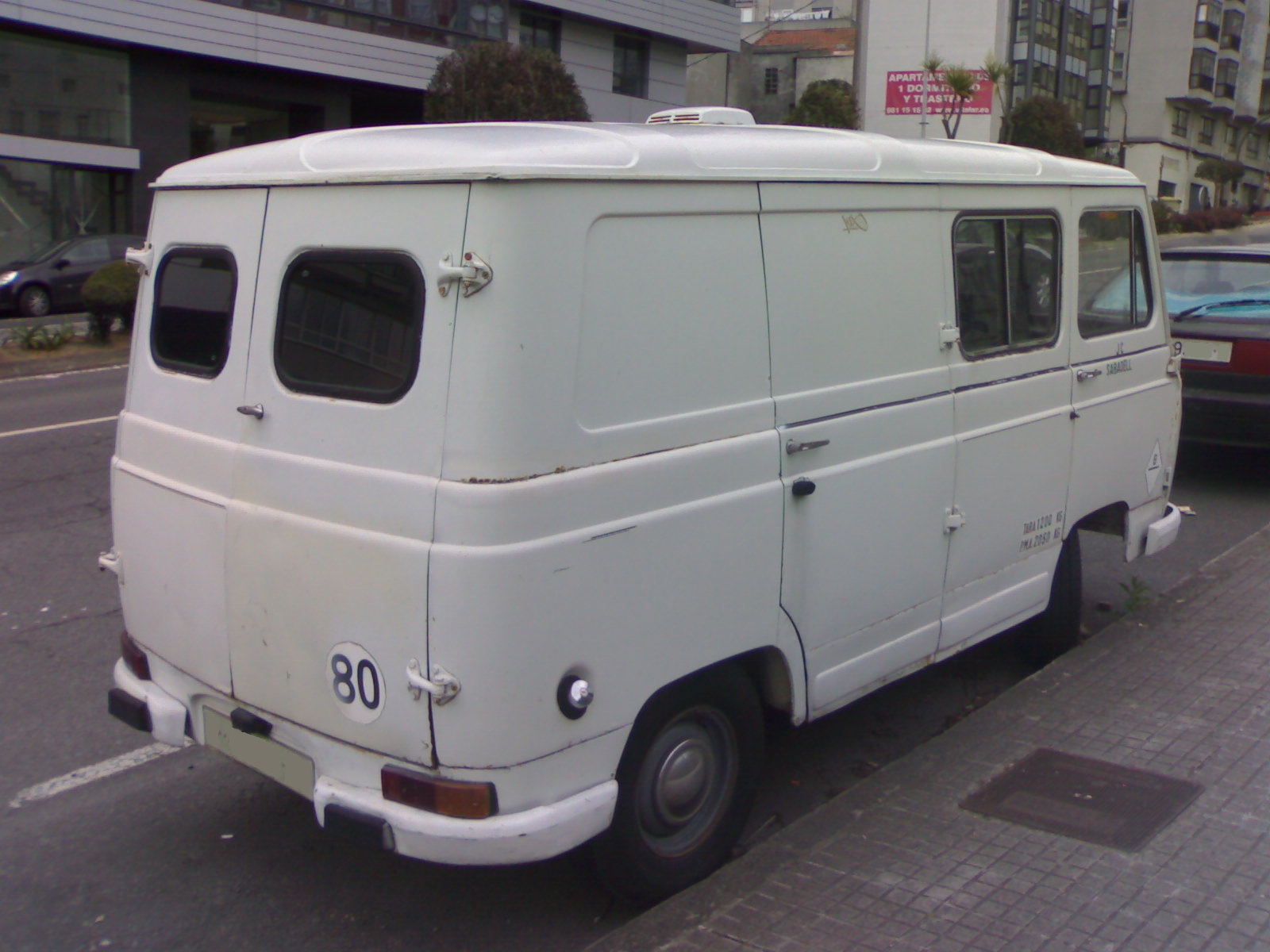
Parte posterior de una J4 5730 de 1976.

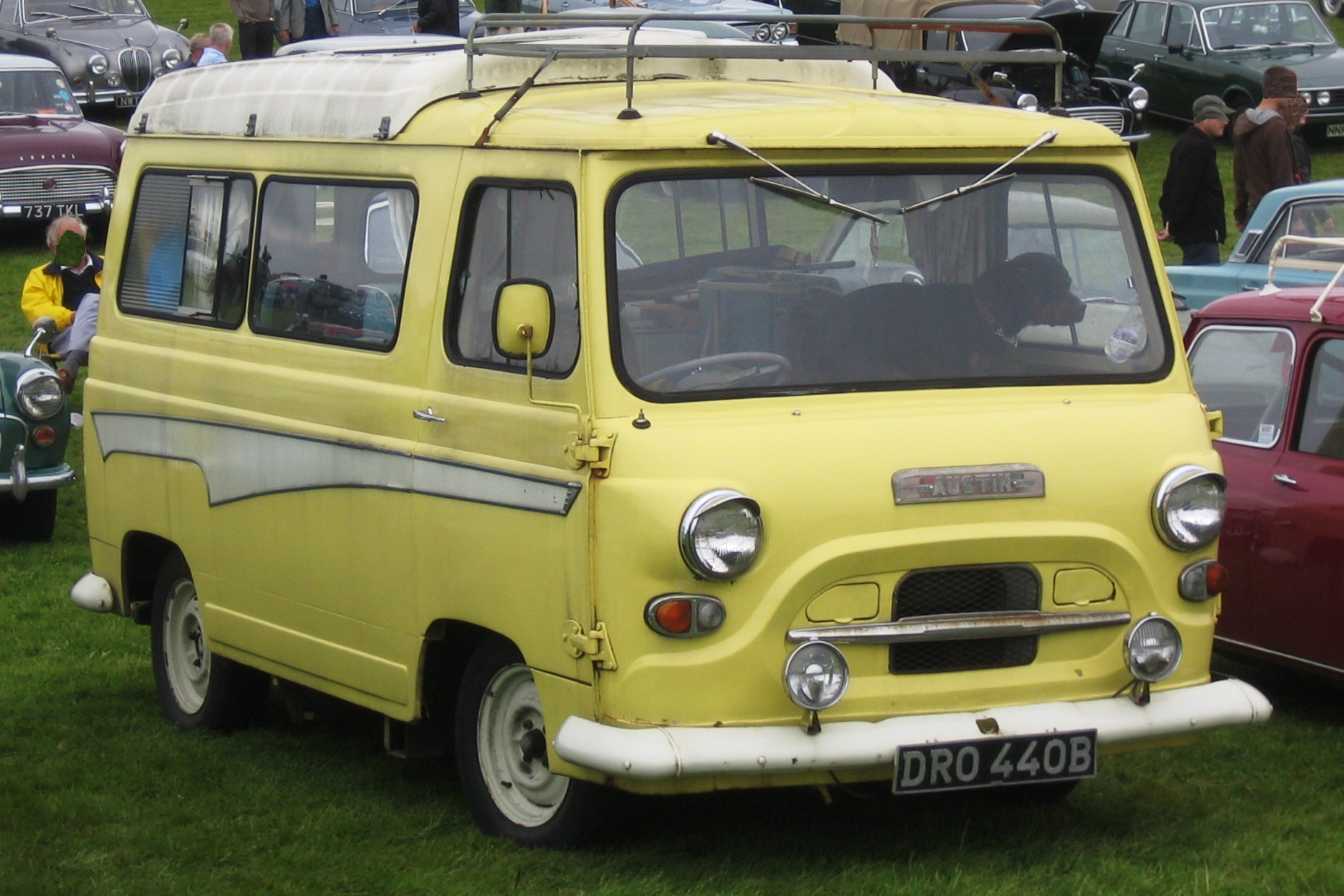
Modelo británico del que deriva, vendido por las marcas Morris, Austin y BMC.

La SAVA J4 fue una furgoneta fabricada en la ciudad española de Valladolid por la compañía Sociedad Anónima de Vehículos Automóviles (SAVA) entre 1965 y 1989, bajo licencia de la británica Morris Motor Company. Deriva del modelo británico Morris Commercial J4, también vendido primero como Austin J4 y Morris J4 y posteriormente BMC J4. Tras la compra de SAVA por parte de ENASA, fue vendida bajo la denominación Pegaso SAVA J4 y con la llegada de los años 1980 simplemente como Pegaso J4.
Estaba disponible con carrocería totalmente cerrada, acristalada para 9 plazas, y mixta para 5 plazas. Aparte de como furgoneta, también se vendió como capitoné, camioneta y chasis-cabina, para poder adaptar una caja de carga del estilo y con las características que el cliente prefiriese.

## Historia
Hasta 1954, España no contaba con un fabricante especializado en la producción de vehículos utilitarios. En 1950 se creó una pequeña empresa, IMOSA, para producir las primeras furgonetas DKW F89 L bajo licencia DKW. Unos años más tarde se crearán Citroën Hispania —que fabricará la furgoneta 2CV AZU—, SAVA y Fadisa —esta última fabricará las famosas furgonetas Fadisa Romeo bajo licencia de Alfa Romeo—.
La empresa SAVA, con sede en Valladolid, tras una primera prueba —con éxito limitado— del modelo FADA P-54 de tres ruedas, continuará su actividad con un modelo más refinado, en concreto con el SAVA P-54, y a partir de 1962, comenzará la fabricación de la furgoneta SAVA LDO-5 bajo licencia BMC.
A partir de 1964, la gama SAVA-BMC incluía camiones ligeros y medianos y la furgoneta LDO-5, con una capacidad de 1.500 kg. Se necesitaba un verdadero vehículo de reparto, pequeño y maniobrable, para hacer frente a la invasión de los derivados comerciales de turismos (Citroën 2CV, Renault 4 F4 y Siata Formichetta) y furgonetas de una tonelada como la DKW-IMOSA F100L y la Fadisa Romeo.
La BMC J4 M10 se mantendrá como el modelo ideal y a partir de 1965, SAVA comenzará a fabricarla en su factoría de Valladolid. La nueva furgoneta SAVA J4, con una capacidad de carga de 850 kg, heredó una puerta corredera en el lado del conductor, algo que era habitual en las furgonetas de reparto de la época. La presentación oficial de la nueva furgoneta SAVA-Austin J4 tuvo lugar el 28 de mayo de 1965.
Con el paso de los años fueron realizadas mejoras en el modelo; el cambio exterior más destacado se hizo en 1974, año en que fue rediseñada la parte delantera y se instalaron unos faros rectangulares y una calandra negra.
Después de que ENASA comprase SAVA en 1968, con el paso de los años se abandonó la denominación SAVA J4, y el modelo pasó a llamarse Pegaso J4, nombre que se mantuvo hasta el fin de su fabricación en 1989.

## Bastidor y carrocería
La carrocería del J4 es autoportante y el bastidor forma parte de la carrocería. 

### Primera serie (faros redondos, 1965-1974)
En un principio, la versión del J4 fabricada por SAVA era igual que la británica, pero con el volante a la izquierda. Su denominación comercial en 1965 era SAVA Austin J-4, y posteriormente SAVA J-4. Como detalle curioso, al montar la caja de cambios del modelo británico, la disposición de las marchas era al revés del tradicional, o sea, 1ª y 2ª a la derecha de la H, y 3ª y 4ª a la izquierda. Esto incluye detalles como la puerta del conductor corredera y que se abre hacia el interior, un complemento de comodidad en un vehículo de reparto. Se vendía a un precio base de 180.000 pesetas.
También estaba disponible con puertas convencionales. El panel de instrumentos cambió en 1971, montando un panel de instrumentos prácticamente idéntico al del SEAT 124, este panel de instrumentos se siguió montando hasta 1978. También se modificó el acceso de la puerta lateral, extendiéndola hasta la línea inferior de la carrocería, incluyendo un peldaño de acceso en los modelos combi y microbús.

### Segunda serie (faros rectangulares con ventanillas traseras pequeñas, 1974-1979)
Fue en 1974 cuando se rediseñó la carrocería del J4. Su denominación comercial pasó a ser SAVA J4 5730. Cambiaba el diseño del frontal, para diferenciarse del modelo Austin, añadiendo una calandra negra con los faros integrados rectangulares y un logotipo de Pegaso. En un principio conservaba los pilotos traseros de la primera serie, pero hacia 1975 se adoptaron pilotos traseros rectangulares de nuevo diseño más moderno, y las bisagras de las puertas delanteras se modificaron. Con la incorporación del nuevo motor 1.800, en 1977, pasó a denominarse SAVA J4 1000, la que montaba el motor 1800 diésel, y SAVA J4 700, la que montaba el motor 1500 diésel. Las denominaciones "700" o "1000" hacen referencia a la carga neta que podían transportar los modelos: 700 kg o 1000 kg, según el motor que montasen. Mecánicamente mejoró con la modificación de la caja de cambios, que permitió la sincronización de la primera marcha, evitando la necesidad del doble embrague al reducir; y un depósito de combustible más grande. Esta nueva versión empezó a venderse por 236.000 pesetas. También se montaron llantas de acero con agujeros de ventilación, desapareciendo las de chapa lisa con tapacubos de acero.

### Tercera serie (ventanillas traseras grandes, 1979-1989)

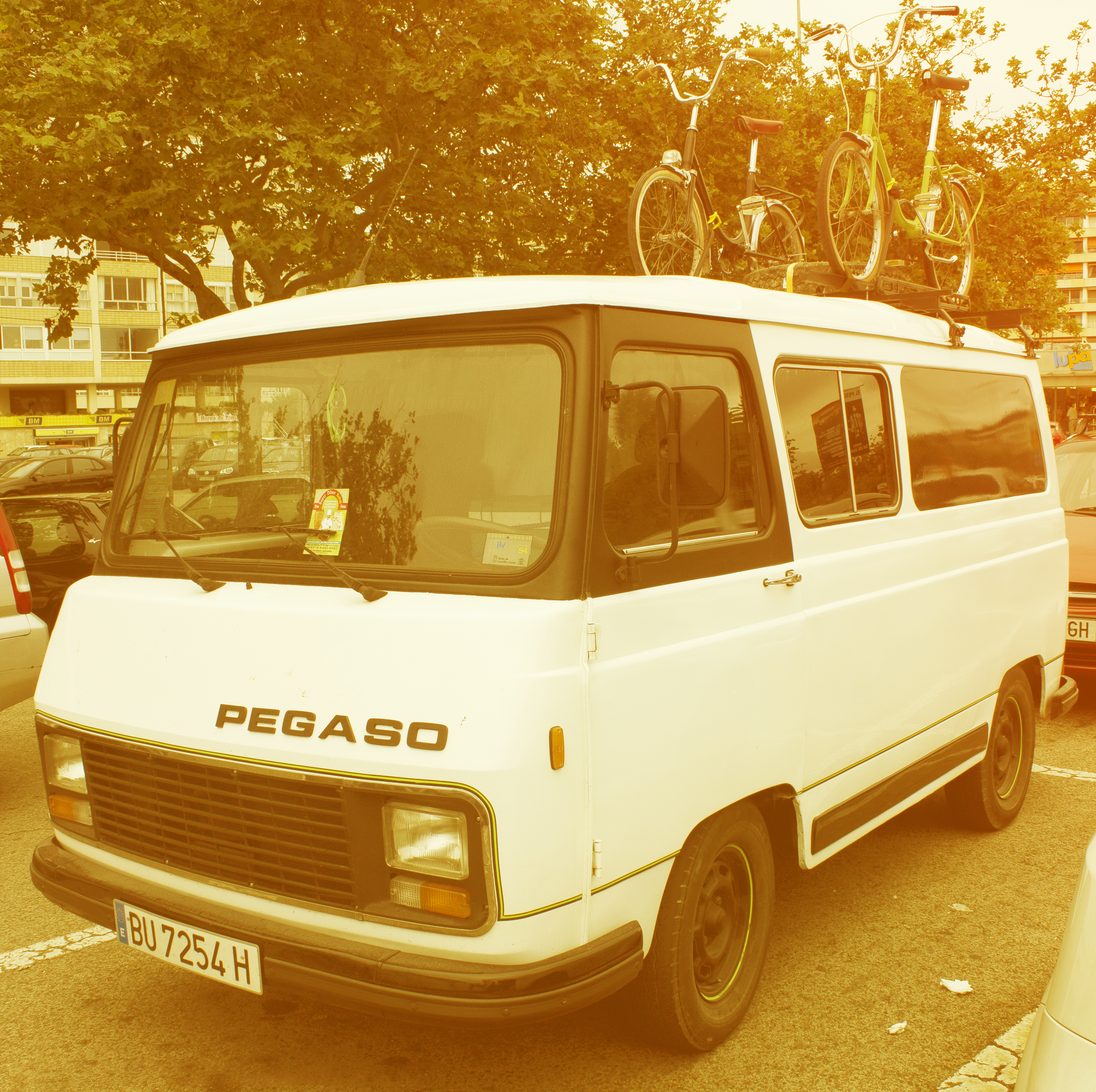
Pegaso J4 del año 1984.

Entre finales de 1978 y principios de 1979 se modernizó la carrocería y su apariencia externa, adoptando unas nuevas puertas posteriores con cristales más amplios, los limpiaparabrisas pasaron de estar montados en la parte superior del parabrisas a montarse en la parte inferior, el cuadro de mandos se modernizó, se introdujo el paro del motor mediante la llave, por solenoide, pues hasta la fecha el paro del motor se efectuaba al tirar de un cable que cortaba el suministro de la bomba inyectora, y posteriormente se montaron frenos de disco delanteros.
El modelo J4-700 pasó a denominarse J4-800 y el J4-1000 pasó a denominarse J4-1100. El cambio de denominación se explica por el aumento de los pesos técnicos máximos admisibles, aunque los pesos máximos autorizados no variaron. En 1989 Pegaso finalizó la producción del J4.

## Mecánica

### Motorización
Este modelo dispuso tan sólo de motorizaciones diésel, a pesar de que su versión original británica disponía de motorizaciones a gasolina.

#### Motor 1,5 L
- Modelo del motor: 1.5 ZD.

El motor básico de este modelo es un cuatro cilindros en línea diésel de inyección indirecta. Fue diseñado en Oxford para el modelo del que deriva, pero fabricado en España bajo licencia. 
Tiene una cilindrada de 1489 cm³ y una potencia de 40 caballos de vapor (29 kW) SAE, a 4000 rpm de fábrica. En 1968 fue mejorado, manteniendo la cilindrada pero aumentando la potencia hasta los 46 caballos de vapor (34 kW) a 3.800 rpm. 

##### Características generales
- Diámetro x carrera = 73,03 x 88,9 mm.
- Par máximo = 9,75 mkg a 1800 rpm.
- Relación de compresión = 23:1.
- Peso del motor en seco = 190 kg.

A partir de 1974, los modelos que montaban este motor se denominaron Modelo 5730, luego en 1977 SAVA J4 700, y a partir de 1978 SAVA J4 800, para diferenciarlas de los modelos que montaban el motor de 1.8 litros.

#### Motor 1,8 L
- Modelo del motor: 9731/10.

El motor 1800 fue introducido por primera vez en el modelo J4-1000, y luego en el J4-1100. Apareció a mediados de 1977 basado en el 1.5 y 1794 cm³, que ofrecía 50 caballos de vapor (37 kW) DIN, a 4250 rpm y un mayor par motor que la unidad motriz original, de 10,2 kgm a 2000 rpm. 

##### Características generales
- Diámetro x carrera = 80.25 x 88,9 mm.
- Par máximo = 10,2 mkg a 2000 rpm.
- Relación de compresión = 21,5:1.
- Peso del motor en seco = 200 kg aprox.

El motor 1800 se diferencia visualmente del 1500 principalmente en la disposición de la bomba inyectora, pues mientras en el motor 1800 va dispuesta en posición longitudinal, en el motor 1500 va dispuesta transversalmente, lo que delata su origen en el motor de gasolina, en cuyo lugar disponía el delco.

### Prestaciones
Según el fabricante, la velocidad máxima era de 120 kilómetros por hora (75 mph) para el modelo J4-1100, con cambio de 5 velocidades, y de 111 kilómetros por hora (69 mph) con cambio de 4 velocidades. El modelo J4-800 podía alcanzar una velocidad máxima de 104 kilómetros por hora (65 mph). Para la primera serie el fabricante declaraba una velocidad máxima de 98 kilómetros por hora (61 mph).

### Embrague
En la primera serie era de accionamiento hidráulico, con un diámetro exterior de 228 mm (9"), mientras que las series posteriores era de accionamiento mediante cable de acero, con un diámetro exterior de 200 mm.

### Frenos
En las primeras series era de simple circuito hidráulico, con tambores a las cuatro ruedas. En 1976 se incorpora el doble circuito y el servofreno. En 1982 se incorporan discos de freno delanteros.

### Suspensión
Delantera: Independiente por muelles helicoidales y amortiguadores telescópicos. Trasera: eje rígido con ballestas y amortiguadores telescópicos.

### Cajas de velocidades
La primera serie disponía de un cambio BMC de 4 velocidades, la 1ª sin sincronizar. Las relaciones de cambio eran las siguientes: 1ª - 3,944:1; 2ª - 2,403:1; 3ª - 1,490:1; 4ª - 1,000:1; marcha atrás - 5,159:1. El puente posterior montaba un grupo con una relación de reducción de  4,875: 1.
La segunda serie ya disponía de la 1ª sincronizada, y el cambio era de 4 velocidades. Las relaciones de cambio eran las siguientes: 1ª - 3,75:1; 2ª - 2,30:1; 3ª - 1,490:1; 4ª - 1,000:1; marcha atrás - 3,87:1. El puente posterior montaba un grupo con una relación de reducción de 4,875:1.
Posteriormente durante la tercera serie, se montó de serie una caja de 5 velocidades, y como opción una de 4 velocidades. Las relaciones del cambio de 5 velocidades eran las siguientes: 1ª - 3,667:1; 2ª - 2,100:1; 3ª - 1,361:1; 4ª - 1,000:1; 5ª - 0,913:1; marcha atrás - 3,53:1. El puente posterior montaba un grupo con una relación de reducción de 5,428: 1, y opcionalmente podía montarse el grupo con una relación de reducción de 4,875: 1. La caja de 4 velocidades tenía las mismas relaciones que la de 5 velocidades, pero sin la 5ª marcha. El modelo 800 montaba de serie el cambio antes mencionado de 4 velocidades con el grupo 4,875:1.